# Bolszaja Alesznia (obwód kurski)
Bolszaja Alesznia (ros. Большая Алешня) – wieś (ros. деревня, trb. dieriewnia) w zachodniej Rosji, w sielsowiecie olchowskim rejonu chomutowskiego w obwodzie kurskim.

## Geografia
Miejscowość położona jest 12,5 km od centrum administracyjnego sielsowietu olchowskiego (Olchowka), 22 km od centrum administracyjnego rejonu (Chomutowka), 102 km od Kurska.
W granicach miejscowości znajdują się ulice: Nowaja, Sadowaja, Zariecznaja.

## Historia
Do czasu reformy administracyjnej w roku 2010 wieś Bolszaja Alesznia była centrum administracyjnym sielsowietu bolszealeszniańskiego, który w tymże roku został (wraz z sielsowietami niżnieczupachińskim i nadiejskim) włączony w sielsowiet olchowski.

## Demografia
W 2010 r. miejscowość zamieszkiwały 83 osoby.